# Myopa stigma
Myopa stigma är en tvåvingeart som beskrevs av Johann Wilhelm Meigen 1824. Myopa stigma ingår i släktet Myopa och familjen stekelflugor. Inga underarter finns listade i Catalogue of Life.